# Nati nel 1994/Dicembre
| Questa pagina contiene informazioni ricavate automaticamente dalle voci biografiche con l'ausilio del template Bio e di un bot. L'aggiornamento è periodico e automatico e ricostruisce completamente la pagina. Se manca una persona in questa lista, sei pregato di non aggiungerla, ma accertati piuttosto che la sua voce biografica contenga il template Bio e che i dati anagrafici siano correttamente compilati. Se il template Bio manca, inseriscilo tu stesso o, in alternativa, metti l'avviso {{tmp\|Bio}} che ne segnala la mancanza. Se i dati riportati sono sbagliati, correggi direttamente la voce biografica; le modifiche saranno visibili in questa lista entro pochi giorni. Per chiarimenti vedi il progetto biografie. La lista contiene solo le 400 persone che sono citate nell'enciclopedia e per le quali è stato implementato correttamente il template Bio. Pagina aggiornata al 10 ago 2025. |

- 1º dicembre - Fabiano Alves, calciatore brasiliano
- 1º dicembre - Aria Bedmar, attrice, ballerina e modella spagnola
- 1º dicembre - Khady Dieng, cestista senegalese
- 1º dicembre - Ondřej Karafiát, calciatore ceco
- 1º dicembre - Ivy Latimer, attrice statunitense
- 1º dicembre - Gianluca Mager, tennista italiano
- 1º dicembre - Zoe Mizzoni, pallamanista italiano
- 1º dicembre - Luis Valendi Odelus, calciatore haitiano
- 1º dicembre - Federico Ricca, calciatore uruguaiano
- 1º dicembre - Letícia Santos, calciatrice brasiliana
- 1º dicembre - Ismael Silva Lima, calciatore brasiliano
- 1º dicembre - Ludmila da Silva, calciatrice brasiliana
- 2 dicembre - Mike Atkinson, ex calciatore inglese
- 2 dicembre - Kendell Beckwith, giocatore di football americano statunitense
- 2 dicembre - Lisa Buckwitz, bobbista tedesca
- 2 dicembre - Aaron Jones, giocatore di football americano statunitense
- 2 dicembre - Lukáš Juliš, calciatore ceco
- 2 dicembre - Mark-Anthony Kaye, calciatore canadese
- 2 dicembre - Elias Lindholm, hockeista su ghiaccio svedese
- 2 dicembre - Donald Love, calciatore scozzese
- 2 dicembre - Freddie McSwain, cestista statunitense
- 2 dicembre - Bálint Oláh, calciatore ungherese
- 2 dicembre - Karim Rekik, calciatore olandese
- 2 dicembre - Michael Schachermayr, giocatore di football americano austriaco
- 2 dicembre - Kōsuke Sugimoto, sciatore freestyle giapponese
- 2 dicembre - George Waring, calciatore inglese
- 2 dicembre - Kenrich Williams, cestista statunitense
- 2 dicembre - Cauley Woodrow, calciatore inglese
- 2 dicembre - Xu Chengzi, schermitrice cinese
- 3 dicembre - Jake T. Austin, attore statunitense
- 3 dicembre - Antonín Barák, calciatore ceco
- 3 dicembre - Héctor Fértoli, calciatore argentino
- 3 dicembre - Lil Baby, rapper e cantante statunitense
- 3 dicembre - Lila Lapanja, sciatrice alpina statunitense
- 3 dicembre - Tom Lockyer, calciatore gallese
- 3 dicembre - Barbara Matić, judoka croata
- 3 dicembre - Dani Ojeda, calciatore spagnolo
- 3 dicembre - Kōstas Panagiōtoudīs, calciatore greco
- 3 dicembre - Bernarda Pera, tennista croata
- 3 dicembre - Yū Serizawa, attrice, doppiatrice e cantante giapponese
- 3 dicembre - Matthieu Vaxivière, pilota automobilistico francese
- 4 dicembre - Katrine Aalerud, ciclista su strada norvegese
- 4 dicembre - Charles Eloundou, calciatore camerunese
- 4 dicembre - Gabriel Lundberg, cestista danese
- 4 dicembre - Karin Lundin, calciatrice svedese
- 4 dicembre - Franco Morbidelli, pilota motociclistico italiano
- 4 dicembre - Leandro Trossard, calciatore belga
- 4 dicembre - Gregory Wüthrich, calciatore svizzero
- 5 dicembre - Margherita Bastianelli, calciatrice italiana
- 5 dicembre - Alexandra Beaton, attrice e ballerina canadese
- 5 dicembre - Ondrej Duda, calciatore slovacco
- 5 dicembre - Trey Hendrickson, giocatore di football americano statunitense
- 5 dicembre - Thanapon Jarujitranon, attore televisivo thailandese
- 5 dicembre - Matt Jones, ex cestista statunitense
- 5 dicembre - Alicia Moravčíková, cestista slovacca
- 5 dicembre - Oscar Javier Méndez, calciatore uruguaiano
- 5 dicembre - Giada Nicco, calciatrice italiana
- 5 dicembre - Joseph Ochaya, calciatore ugandese
- 5 dicembre - Semi Ojeleye, cestista statunitense
- 5 dicembre - Dmitrij Putilov, giocatore di calcio a 5 russo
- 5 dicembre - Stanley Ratifo, calciatore mozambicano
- 5 dicembre - Luisa Rodríguez Rubio, nuotatrice artistica messicana
- 5 dicembre - Guy Sagiv, ex ciclista su strada israeliano
- 5 dicembre - Samir Caetano de Souza Santos, calciatore brasiliano
- 5 dicembre - Victoria Voxxx, attrice pornografica statunitense
- 5 dicembre - Grant Ward, calciatore inglese
- 6 dicembre - Giannīs Antetokounmpo, cestista greco
- 6 dicembre - Pedro Azogue, calciatore boliviano
- 6 dicembre - Jessica Brando, cantante, pianista e modella italiana
- 6 dicembre - Susanne Celik, tennista svedese
- 6 dicembre - Toquel, rapper albanese
- 6 dicembre - Mohamed Essam, schermidore egiziano
- 6 dicembre - Rhys Healey, calciatore inglese
- 6 dicembre - Juan Hernández García, calciatore spagnolo
- 6 dicembre - Jurij Kušniruk, giavellottista ucraino
- 6 dicembre - Stephen Maar, pallavolista canadese
- 6 dicembre - Antonio Morrison, giocatore di football americano statunitense
- 6 dicembre - Bakary Nimaga, calciatore maliano
- 6 dicembre - Umberto Orsini, ex ciclista su strada italiano
- 6 dicembre - Charlotte Sartre, attrice pornografica e regista statunitense
- 6 dicembre - Shin Seung-chan, giocatrice di badminton sudcoreana
- 6 dicembre - AJ Wentland, giocatore di football americano statunitense
- 6 dicembre - Rudy Winkler, martellista statunitense
- 7 dicembre - Patricia Allison, attrice britannica
- 7 dicembre - Pete Alonso, giocatore di baseball statunitense
- 7 dicembre - Simona Djankova, ginnasta bulgara
- 7 dicembre - Yuzuru Hanyū, pattinatore artistico su ghiaccio giapponese
- 7 dicembre - Madii Himbury, sciatrice freestyle australiana
- 7 dicembre - Lapassalan Jiravechsoontornkul, attrice e modella thailandese
- 7 dicembre - Giannīs Mystakidīs, ex calciatore greco
- 7 dicembre - Valentin Rongier, calciatore francese
- 7 dicembre - Amina Tyler, attivista e blogger tunisina
- 7 dicembre - Viljar Vevatne, calciatore norvegese
- 8 dicembre - Ayman Ben Mohamed, calciatore tunisino
- 8 dicembre - Marnon-Thomas Busch, calciatore tedesco
- 8 dicembre - Michele Cavion, calciatore italiano
- 8 dicembre - Jeison Chalá, calciatore ecuadoriano
- 8 dicembre - Ana Covrig, ex ciclista su strada italiana
- 8 dicembre - Cyriel Dessers, calciatore belga
- 8 dicembre - Jeff Garrett, cestista statunitense
- 8 dicembre - Dylan Kennett, ex pistard e ciclista su strada neozelandese
- 8 dicembre - Conseslus Kipruto, siepista keniota
- 8 dicembre - Maurício Barbosa Teixeira, calciatore brasiliano
- 8 dicembre - Stefano Migliorati, mezzofondista italiano
- 8 dicembre - Suvi Minkkinen, biatleta finlandese
- 8 dicembre - Rob Muffels, nuotatore tedesco
- 8 dicembre - Iván Ramírez, calciatore paraguaiano
- 8 dicembre - Raheem Sterling, calciatore giamaicano
- 8 dicembre - Łukasz Wolsztyński, calciatore polacco
- 9 dicembre - Camille Cerf, modella francese
- 9 dicembre - Francisco Garrigós, judoka spagnolo
- 9 dicembre - Giōrgos Giakoumakīs, calciatore greco
- 9 dicembre - Leandro Godoy, ex calciatore argentino
- 9 dicembre - Suzanne Horner, pallavolista statunitense
- 9 dicembre - Giannīs Kargas, calciatore greco
- 9 dicembre - Jalen Penrose, pallavolista statunitense
- 9 dicembre - Luca Rambaldi, canottiere italiano
- 10 dicembre - Christian Neiva Afonso, calciatore portoghese
- 10 dicembre - Adam Ariel, cestista israeliano
- 10 dicembre - Nestor Cortés, giocatore di baseball statunitense
- 10 dicembre - Alessio Deledda, pilota automobilistico italiano
- 10 dicembre - Kaloran Firiam, calciatore vanuatuano
- 10 dicembre - Matti Klinga, calciatore finlandese
- 10 dicembre - Park Dong-jin, calciatore sudcoreano
- 11 dicembre - Gabriel Basso, attore statunitense
- 11 dicembre - Joyce Floridia, velista italiana
- 11 dicembre - Gevorg Gharibyan, lottatore armeno
- 11 dicembre - Rozalin Penčev, pallavolista bulgaro
- 11 dicembre - Jéssica Silva, calciatrice portoghese
- 12 dicembre - Myenty Abena, calciatore surinamese
- 12 dicembre - Devon Allen, ostacolista e giocatore di football americano statunitense
- 12 dicembre - Vonn Bell, giocatore di football americano statunitense
- 12 dicembre - Nathaniel Chalobah, calciatore sierraleonese
- 12 dicembre - Wes Clark, cestista statunitense
- 12 dicembre - Zach Cunningham, giocatore di football americano statunitense
- 12 dicembre - Federica Del Buono, mezzofondista italiana
- 12 dicembre - Besar Halimi, calciatore tedesco
- 12 dicembre - Sekou Keita, calciatore guineano
- 12 dicembre - Anton Makurin, calciatore russo
- 12 dicembre - Mitch Pinnock, calciatore inglese
- 12 dicembre - Giorgia Spinelli, calciatrice italiana
- 12 dicembre - Patrick Haugen Veisten, ex sciatore alpino norvegese
- 12 dicembre - Otto Warmbier, statunitense († 2017)
- 13 dicembre - Kennedy Ashia, ex calciatore ghanese
- 13 dicembre - Jermaine Eluemunor, giocatore di football americano inglese
- 13 dicembre - George Evans, calciatore inglese
- 13 dicembre - Fernando Ferreira, altista brasiliano
- 13 dicembre - Francesco Fortunato, marciatore italiano
- 13 dicembre - Nazair Jones, ex giocatore di football americano statunitense
- 13 dicembre - Pau López, calciatore spagnolo
- 13 dicembre - Millene Karine Fernandes Arruda, calciatrice brasiliana
- 13 dicembre - Evgenij Minčenko, cestista ucraino
- 13 dicembre - Nicola Pongolini, giocatore di bowling italiano
- 13 dicembre - Keenan Reynolds, ex giocatore di football americano statunitense
- 13 dicembre - Andrėj Salavej, calciatore bielorusso
- 14 dicembre - Ovbokha Agboyi, ex calciatore nigeriano
- 14 dicembre - Peyman Babaei, calciatore iraniano
- 14 dicembre - Maarten Bouwknecht, cestista olandese
- 14 dicembre - Jordan Dover, calciatore guyanese
- 14 dicembre - Javon Francis, velocista giamaicano
- 14 dicembre - Kevaughn Frater, calciatore giamaicano
- 14 dicembre - Rúben Alexandre Gomes Oliveira, calciatore portoghese
- 14 dicembre - Alexander González Moreno, calciatore panamense
- 14 dicembre - Alexandru Ioniță, calciatore rumeno
- 14 dicembre - Desmond King, giocatore di football americano statunitense
- 14 dicembre - Clarisse Le Bihan, calciatrice francese
- 14 dicembre - Sulian Matienzo, pallavolista cubana
- 14 dicembre - Ayoub Saadaoui, giocatore di calcio a 5 francese
- 14 dicembre - Florian Sittsam, calciatore austriaco
- 14 dicembre - Kedar Williams-Stirling, attore britannico
- 15 dicembre - Jason Brown, pattinatore artistico su ghiaccio statunitense
- 15 dicembre - Barbora Bálintová, cestista slovacca
- 15 dicembre - Klára Spilková, golfista ceca
- 15 dicembre - Nasiba Gasanova, calciatrice russa
- 15 dicembre - Jakob Johnson, giocatore di football americano tedesco
- 15 dicembre - Dean Koolhof, ex calciatore olandese
- 15 dicembre - Michał Marcjanik, calciatore polacco
- 15 dicembre - Jack McBean, ex calciatore statunitense
- 15 dicembre - Clemens Millauer, snowboarder austriaco
- 15 dicembre - Richard Oelsner, bobbista tedesco
- 15 dicembre - Taylor Sandbothe, pallavolista statunitense
- 15 dicembre - Ahmad Thomas, giocatore di football americano statunitense
- 15 dicembre - Henrik von Appen, sciatore alpino cileno
- 16 dicembre - Hasan Hüseyin Acar, calciatore turco
- 16 dicembre - Chanté Adams, attrice statunitense
- 16 dicembre - Ekerekeme Agiomor, lottatore nigeriano
- 16 dicembre - Eugene Ansah, calciatore ghanese
- 16 dicembre - Kim Boutin, pattinatrice di short track canadese
- 16 dicembre - Anna Buhigas, calciatrice statunitense
- 16 dicembre - Nigel Hayes-Davis, cestista statunitense
- 16 dicembre - Dor Jan, calciatore israeliano
- 16 dicembre - Hildah Magaia, calciatrice sudafricana
- 16 dicembre - Greta Masserano, canottiera italiana
- 16 dicembre - Nicola Murru, calciatore italiano
- 16 dicembre - Matt Pryor, giocatore di football americano statunitense
- 16 dicembre - Roberto Puķītis, pattinatore di short track lettone
- 16 dicembre - José Rodríguez Martínez, calciatore spagnolo
- 16 dicembre - Sergio Ruiz Alonso, calciatore spagnolo
- 16 dicembre - Ritika Singh, attrice e ex kickboxer indiana
- 16 dicembre - Alexey Vermeulen, ciclista su strada statunitense
- 16 dicembre - Philip Zinckernagel, calciatore danese
- 16 dicembre - Rosalie van der Hoek, tennista olandese
- 17 dicembre - Lucas Chanavat, fondista francese
- 17 dicembre - Willian Felipe Dorn, giocatore di calcio a 5 brasiliano
- 17 dicembre - Jackie Groenen, calciatrice olandese
- 17 dicembre - Hamidou Keyta, calciatore francese
- 17 dicembre - Žambolat Lok'jaev, lottatore russo
- 17 dicembre - Raffaele Marciello, pilota automobilistico italiano
- 17 dicembre - Nikita Medvedev, calciatore russo
- 17 dicembre - Birger Meling, calciatore norvegese
- 17 dicembre - David Moyo, calciatore zimbabwese
- 17 dicembre - Vadzim Pabudzej, calciatore bielorusso
- 17 dicembre - Fernando Sobral, calciatore brasiliano
- 17 dicembre - Nicolas Rommens, calciatore belga
- 17 dicembre - Naomi Sedney, velocista olandese
- 17 dicembre - Gratas Sirgėdas, calciatore lituano
- 17 dicembre - Evgenija Tarasova, ex pattinatrice artistica su ghiaccio russa
- 17 dicembre - Nat Wolff, attore, cantante e musicista statunitense
- 18 dicembre - Kwesi Arthur, rapper e cantante ghanese
- 18 dicembre - David Álvarez, calciatore spagnolo
- 18 dicembre - Slowthai, rapper britannico
- 18 dicembre - Gerard Gumbau, calciatore spagnolo
- 18 dicembre - Natália Kelly, cantante statunitense
- 18 dicembre - Saba Lobzhanidze, calciatore georgiano
- 18 dicembre - Hampus Näsström, calciatore svedese
- 18 dicembre - Zach Pascal, giocatore di football americano statunitense
- 18 dicembre - Bordin Phala, calciatore thailandese
- 18 dicembre - Saleh Rateb, calciatore giordano
- 18 dicembre - Jonathan Rommelmann, canottiere tedesco
- 18 dicembre - Ricardo dos Santos, velocista portoghese
- 18 dicembre - Sophie Elise, cantante e blogger norvegese
- 18 dicembre - Eduards Tīdenbergs, calciatore lettone
- 18 dicembre - Vlada Čigirëva, sincronetta russa
- 19 dicembre - Estelle Balet, snowboarder svizzera († 2016)
- 19 dicembre - Michele Bravi, cantautore e attore italiano
- 19 dicembre - Edu Espiau, calciatore spagnolo
- 19 dicembre - Nathan Evans, cantante scozzese
- 19 dicembre - Jorge Grant, calciatore inglese
- 19 dicembre - Kim Dong-jun, calciatore sudcoreano
- 19 dicembre - Katrina Lehis, schermitrice estone
- 19 dicembre - M'Backé N'Diaye, calciatore mauritano
- 19 dicembre - Lamine Ndao, calciatore senegalese
- 19 dicembre - M'Baye Niang, calciatore francese
- 19 dicembre - Nikola Ninković, calciatore serbo
- 19 dicembre - Marius Obekop, calciatore camerunese
- 19 dicembre - Lynda, cantante francese
- 19 dicembre - Michelle Strizak, pallavolista statunitense
- 19 dicembre - Mamignan Touré, cestista francese
- 19 dicembre - Mahmoud Wadi, calciatore palestinese
- 20 dicembre - Dīmītrīs Agravanīs, cestista greco
- 20 dicembre - Ali Mohammed al-Nimr, attivista saudita
- 20 dicembre - Kenan Bajrić, calciatore sloveno
- 20 dicembre - Yamikani Chester, calciatore malawiano
- 20 dicembre - Giulio Ciccone, ciclista su strada italiano
- 20 dicembre - Giovanni Clunie, calciatore costaricano
- 20 dicembre - DaniLeigh, cantautrice e ballerina statunitense
- 20 dicembre - Artëm Fedčuk, calciatore russo
- 20 dicembre - Aleksandar Filipović, calciatore serbo
- 20 dicembre - Jacko Gill, pesista neozelandese
- 20 dicembre - Kenny Hill, giocatore di football americano statunitense
- 20 dicembre - Javier Iritier, calciatore argentino
- 20 dicembre - Wesley Iwundu, cestista statunitense
- 20 dicembre - Calvin Ridley, giocatore di football americano statunitense
- 20 dicembre - Lena Stigrot, pallavolista tedesca
- 20 dicembre - Ryan Thomas, calciatore neozelandese
- 20 dicembre - Rodrigo de Oliveira Donado, calciatore uruguaiano
- 21 dicembre - Daniel Amartey, calciatore ghanese
- 21 dicembre - Cranio Randagio, rapper italiano († 2016)
- 21 dicembre - Maria Gvorgyan, scacchista armena
- 21 dicembre - Fábio Miguel Jesus Carvalho, calciatore portoghese
- 21 dicembre - Ahmed Khalil, calciatore tunisino
- 21 dicembre - Giōrgos Manalīs, calciatore greco
- 21 dicembre - Shahriar Moghanlou, calciatore iraniano
- 21 dicembre - Thelma Plum, cantante australiana
- 21 dicembre - Tïmwr Rwdoselskïý, calciatore kazako
- 21 dicembre - Erik Szilvássy, lottatore ungherese
- 22 dicembre - Brendan Chardonnet, calciatore francese
- 22 dicembre - Fabien Claude, biatleta francese
- 22 dicembre - Thibaut Favrot, sciatore alpino francese
- 22 dicembre - Areli Hernández, calciatore messicano
- 22 dicembre - Cameron Howieson, calciatore neozelandese
- 22 dicembre - Tomáš Huk, calciatore slovacco
- 22 dicembre - Camrus Johnson, attore statunitense
- 22 dicembre - Tafadzwa Kutinyu, calciatore zimbabwese
- 22 dicembre - Rúben Lameiras, calciatore portoghese
- 22 dicembre - Klara Livk, ex sciatrice alpina slovena
- 22 dicembre - Chloe Logarzo, calciatrice australiana
- 22 dicembre - Chedly Mathlouthi, lottatore tunisino
- 22 dicembre - Gonzalo Montes, calciatore uruguaiano
- 22 dicembre - Aljaksandra Narkevič, ginnasta bielorussa
- 22 dicembre - Alana Ramsay, sciatrice alpina canadese
- 22 dicembre - Chris Walker, cestista statunitense
- 22 dicembre - İlayda Çevik, attrice turca
- 23 dicembre - Isabella Castillo, attrice teatrale, attrice e cantante cubana
- 23 dicembre - Ashley Evans, pallavolista statunitense
- 23 dicembre - Stefania Favole, calciatrice italiana
- 23 dicembre - Justin Lawler, giocatore di football americano statunitense
- 23 dicembre - Sofiane Oumiha, pugile francese
- 23 dicembre - Tajae Sharpe, giocatore di football americano statunitense
- 23 dicembre - Sopita Tanasan, sollevatrice thailandese
- 23 dicembre - Ravy Tsouka, calciatore francese
- 23 dicembre - Julien de Sart, calciatore belga
- 24 dicembre - Viktoria Bogdanova, ginnasta estone
- 24 dicembre - Antonio Campbell, cestista statunitense
- 24 dicembre - Alioune Fall, calciatore senegalese
- 24 dicembre - L.G. Gill, cestista statunitense
- 24 dicembre - Daphne Groeneveld, modella olandese
- 24 dicembre - Frédéric Guilbert, calciatore francese
- 24 dicembre - Han Seung-woo, cantautore, rapper e ballerino sudcoreano
- 24 dicembre - Denis Maksymilian Kudla, lottatore tedesco
- 24 dicembre - Kamso Mara, calciatore guineano
- 24 dicembre - Phumlani Ntshangase, calciatore sudafricano
- 24 dicembre - Ève Périsset, calciatrice francese
- 24 dicembre - Chalita Suansane, modella e attrice thailandese
- 24 dicembre - Ibou Touray, calciatore inglese
- 24 dicembre - Jennifer Valente, pistard e ciclista su strada statunitense
- 25 dicembre - Lalas Abubakar, calciatore ghanese
- 25 dicembre - Yoel Cubilla, cestista cubano
- 25 dicembre - Rebecca Elloh, calciatrice ivoriana
- 25 dicembre - Meritxell Mas, nuotatrice artistica spagnola
- 25 dicembre - Orlando Mosquera, calciatore panamense
- 25 dicembre - Ronald Pfumbidzai, calciatore zimbabwese
- 25 dicembre - Hassan Kessy, calciatore tanzaniano
- 25 dicembre - Alfredo Stephens, calciatore panamense
- 25 dicembre - David Torres, hockeista su pista spagnolo
- 26 dicembre - Colby Cave, hockeista su ghiaccio canadese († 2020)
- 26 dicembre - Souleymane Coulibaly, calciatore ivoriano
- 26 dicembre - Cvetelin Čunčukov, calciatore bulgaro
- 26 dicembre - Ryan Finley, giocatore di football americano statunitense
- 26 dicembre - Georgia Hirst, attrice britannica
- 26 dicembre - Abdoul Razak Issoufou, taekwondoka nigerino
- 26 dicembre - Marcos Vinícius, calciatore brasiliano
- 26 dicembre - Javianne Oliver, velocista statunitense
- 26 dicembre - Hassan Yazdani, lottatore iraniano
- 27 dicembre - Patrick Baumgartner, bobbista italiano
- 27 dicembre - Dinu Graur, calciatore moldavo
- 27 dicembre - Tré Mitford, calciatore guyanese
- 27 dicembre - Isi Palazón, calciatore spagnolo
- 27 dicembre - Aleksandr Popkov, nuotatore russo
- 27 dicembre - Jorris Romil, calciatore francese
- 27 dicembre - Dakoda Shepley, giocatore di football americano canadese
- 27 dicembre - Samadhi Zendejas, attrice messicana
- 27 dicembre - José Álvarez Medero, calciatore uruguaiano
- 28 dicembre - Darijan Bojanić, calciatore svedese
- 28 dicembre - Anna Dement'eva, ex ginnasta russa
- 28 dicembre - Gabriel Domecus, ex pallavolista statunitense
- 28 dicembre - Odd Christian Eiking, ciclista su strada norvegese
- 28 dicembre - Luke Falk, giocatore di football americano statunitense
- 28 dicembre - Lilija Horišna, lottatrice ucraina
- 28 dicembre - Yūka Maeda, cantante giapponese
- 28 dicembre - Ebony Morrison, ostacolista statunitense
- 28 dicembre - Jarkko Määttä, saltatore con gli sci finlandese
- 28 dicembre - Abdülkadir Parmak, calciatore turco
- 28 dicembre - Adam Peaty, nuotatore britannico
- 28 dicembre - Willy Pizzi, calciatore italiano
- 28 dicembre - Walterson, calciatore brasiliano
- 28 dicembre - Jonna Sundling, fondista svedese
- 28 dicembre - Radim Záruba, giocatore di calcio a 5 ceco
- 28 dicembre - Amer Đidić, calciatore canadese
- 29 dicembre - Bryan Alberts, cestista statunitense
- 29 dicembre - Róbert Fritsch, lottatore ungherese
- 29 dicembre - Lennard Hofstede, ex ciclista su strada olandese
- 29 dicembre - Piotr Krawczyk, calciatore polacco
- 29 dicembre - Bohdan Myšenko, calciatore ucraino
- 29 dicembre - Lucas Rangel Nunes Gonçalves, calciatore brasiliano
- 29 dicembre - Louis Schaub, calciatore tedesco
- 29 dicembre - Keiya Sentō, calciatore giapponese
- 29 dicembre - Naomi Sequeira, attrice e cantante australiana
- 29 dicembre - Matthias Tanno, giocatore di football americano svizzero
- 29 dicembre - Filip Zegzuła, cestista polacco
- 29 dicembre - Kako di Akishino, principessa giapponese
- 30 dicembre - Tyler Boyd, calciatore neozelandese
- 30 dicembre - Seren Bundy-Davies, velocista britannica
- 30 dicembre - Namori Diaw, calciatore mauritano
- 30 dicembre - Erjon Kastrati, cestista kosovaro
- 30 dicembre - Diego Lopes, lottatore brasiliano
- 30 dicembre - Kekuta Manneh, calciatore gambiano
- 30 dicembre - Barrie McKay, calciatore scozzese
- 30 dicembre - Nikola Milutinov, cestista serbo
- 30 dicembre - Isaac Cole Powell, attore, cantante e ballerino statunitense
- 30 dicembre - Florin Tănase, calciatore rumeno
- 30 dicembre - Paul Watson, cestista statunitense
- 30 dicembre - Troy Williams, cestista statunitense
- 30 dicembre - David von Ballmoos, calciatore svizzero
- 31 dicembre - Mads Aaquist, calciatore danese
- 31 dicembre - Yupun Abeykoon, velocista singalese
- 31 dicembre - Eyad Abu Abaid, calciatore israeliano
- 31 dicembre - Herron Berrian, calciatore liberiano
- 31 dicembre - El Hadji Pape Diaw, calciatore senegalese
- 31 dicembre - Anna Dyvik, fondista svedese
- 31 dicembre - Espen Garnås, calciatore norvegese
- 31 dicembre - Jules Gounon, pilota automobilistico francese
- 31 dicembre - Babacar Gueye, calciatore senegalese
- 31 dicembre - Mikkel Jensen, pilota automobilistico danese
- 31 dicembre - Kang Sang-jae, cestista sudcoreano
- 31 dicembre - Michele Malfatti, pattinatore di velocità su ghiaccio e pattinatore di short track italiano
- 31 dicembre - Kris Minkov, cestista bulgaro
- 31 dicembre - Ngonda Muzinga, calciatore congolese (Repubblica Democratica del Congo)
- 31 dicembre - Euloge Placca Fessou, calciatore togolese
- 31 dicembre - Christopher Wasasala, calciatore figiano